# Listă de organizații neguvernamentale din România
Aceasta este o listă de organizații neguvernamentale din România.

## A
| Nr.crt | Organizație | Tip                     | Înființare | Acreditat |
| 1.     | Asociația THE NEW PAGAN DAWN (NOII ZORI PĂGÂNI)                                                                                      | asociație               | 2020       | nu        |
| 2.     | Academia Dacoromana | asociație               | 1991       | nu        |
| 3.     | Academia Nationala de Securitate si Organizarea Apararii                                                                             | asociație               | 2013       | nu        |
| 4.     | Agenția Română de Consultanță | asociație               | 2007       | da        |
| 5.     | AI VOINTA, AI PUTERE | asociație               | 2016       | da        |
| 6.     | Alianta Organizatiilor Nonguvernamentale de Tineret din Romania                                                                      | federație(O.G. 26/2000) | 2004       | nu        |
| 7.     | Alianta Pacientilor Cronici din Romania                                                                                              | asociație               | 2012       | nu        |
| 8.     | Alianța Națională a Organizațiilor Studențești din România                                                                           | federație(O.G. 26/2000) | 2000       | da        |
| 9.     | Alternative Sociale Millenium | asociație               | 2012       | nu        |
| 10.    | ANCAAR FILIALA FETESTI CENTRUL DE ZI LUCIA                                                                                           | asociație               | 2012       | nu        |
| 11.    | ANTREC Filiala Alba | asociație               | 2005       | nu        |
| 12.    | Asociatia Alianta Parintilor | asociație               | 2016       | nu        |
| 13.    | Asociatia ARIN | asociație               | 2003       | nu        |
| 14.    | ASOCIATIA ARMELOR DE COLECTIE | asociație               | 2015       | da        |
| 15.    | Asociatia Arte dell'Anima | asociație               | 2015       | nu        |
| 16.    | Asociatia Asistentei Rutiere - A-CAR Vaslui                                                                                          | asociație               | 2010       | da        |
| 17.    | Asociatia ATELIERE FARA FRONTIERE | asociație               | 2008       | nu        |
| 18.    | ASOCIATIA BARICADA INTER 1989 | asociație               | 2009       | da        |
| 19.    | Asociatia Be You | asociație               | 2015       | nu        |
| 20.    | Asociatia Berarii României | asociație               | 2004       | da        |
| 21.    | Asociatia BHealthy | asociație               | 2018       | nu        |
| 22.    | Asociatia Biologic | asociație               | 2021       | nu        |
| 23.    | Asociatia Biroul Roman de Audit Transmedia                                                                                           | asociație               | 1998       | da        |
| 24.    | Asociatia Bolnavilor de Cancer | asociație               | 2001       | nu        |
| 25.    | ASOCIATIA CASA DINTRE TEI | asociație               | 2016       | nu        |
| 26.    | ASOCIATIA CENTRUL DE EVALUARE SI PROMOVARE PRIN EDUCATIE (CEPEC.ONG)                                                                 | asociație               | 2019       | nu        |
| 27.    | Asociatia Centrul Ecologic Green Area                                                                                                | asociație               | 2009       | nu        |
| 28.    | Asociatia CIARO | asociație               | 2014       | nu        |
| 29.    | Asociatia Clubul Sportiv EduSport | asociație               | 2012       | nu        |
| 30.    | Asociatia Colectionarilor de Antichitati                                                                                             | asociație               | 2015       | nu        |
| 31.    | Asociatia Colegiul Pacientilor | asociație               | 2015       | nu        |
| 32.    | ASOCIATIA COMANDANTILOR DE NAVA DIN ROMANIA                                                                                          | asociație               | 2018       | nu        |
| 33.    | Asociatia Constructorilor de Automobile din Romania - ACAROM                                                                         | asociație               | 1996       | nu        |
| 34.    | ASOCIATIA CONSUMERS UNITED/CONSUMATORII UNITI                                                                                        | asociație               | 2019       | nu        |
| 35.    | Asociatia CREDERE pentru Informarea, Consilierea si Educarea Consumatorilor                                                          | asociație               | 2018       | da        |
| 36.    | Asociatia Cultural Social Economica CHRISTIANA                                                                                       | asociație               | 2013       | da        |
| 37.    | Asociatia Culturala ADSUM | asociație               | 2008       | nu        |
| 38.    | Asociatia Culturala Flower Power | asociație               | 2013       | da        |
| 39.    | ASOCIATIA CULTURALA PORDAMPI | asociație               | 2003       | da        |
| 40.    | Asociatia Curcubeul Moldova Noua | asociație               | 2007       | nu        |
| 41.    | Asociatia Dacia Noastra | asociație               | 2017       | nu        |
| 42.    | Asociatia de asistenta sociala ALMA                                                                                                  | asociație               | 2002       | nu        |
| 43.    | Asociatia de Investitii si Dezvoltare a Romaniei                                                                                     | asociație               | 2020       | nu        |
| 44.    | Asociatia de Monitorizare Taxi Transilvania                                                                                          | asociație               | 2016       | nu        |
| 45.    | Asociatia de promovare a Educatiei Sanitare si Ecologice                                                                             | asociație               | 2017       | nu        |
| 46.    | Asociatia de Reciclare a Materialelor din Constructii si Demolari (ARMDCD)                                                           | asociație               | 2018       | nu        |
| 47.    | ASOCIATIA DREPTURILOR OMULUI SI SOLIDARITATE SOCIALA                                                                                 | asociație               | 2019       | nu        |
| 48.    | ASOCIATIA EUROPEANA A DREPTURILOR OMULUI SI PROTECTIEI SOCIALE                                                                       | asociație               | 2013       | da        |
| 49.    | ASOCIATIA EUROPEANA A IMPLEMENTARII SI APARARII DREPTURILOR OMULUI - A.E.I.A.D.O.-THEMIS                                             | asociație               | 2010       | da        |
| 50.    | ASOCIATIA EUROPEANA PENTRU SUSTINEREA DREPTURILOR OMULUI-COMBATEREA DISCRIMINARII SI CORUPTIEI                                       | asociație               | 2009       | nu        |
| 51.    | ASOCIATIA FEMEILOR AROMANE DIN ROMANIA                                                                                               | asociație               | 2014       | nu        |
| 52.    | ASOCIATIA FEMEILOR PROFESIONISTE | asociație               | 2020       | nu        |
| 53.    | Asociatia Foxterierul Sarmos-crestere si selectie                                                                                    | asociație               | 2019       | nu        |
| 54.    | ASOCIATIA FURNIZORILOR DE PRODUSE MEDICALE                                                                                           | asociație               | 2001       | nu        |
| 55.    | Asociatia Gameslot | asociație               | 2018       | nu        |
| 56.    | Asociația Generală a Inginerilor din România                                                                                         | asociație               | 1876       | da        |
| 57.    | Asociatia Grup Local Pescaresc "Calafat"                                                                                             | asociație               | 2011       | nu        |
| 57.    | Asociatia Har Roditor | asociație               | 2020       | nu        |
| 58.    | Asociatia Info Taxi | asociație               | 2018       | nu        |
| 59.    | Asociatia InfoCons | asociație               | 2003       | da        |
| 60.    | ASOCIATIA INFOTRICKS | asociație               | 2004       | nu        |
| 61.    | ASOCIATIA INGINERILOR DE INSTALATII DIN ROMANIA - AIIR Filiala Valahia                                                               | asociație               | 2013       | da        |
| 62.    | ASOCIATIA INVENTATORILOR INDEPENDENTI- AII                                                                                           | asociație               | 2013       | da        |
| 63.    | Asociatia Italienilor din România - RO.AS.IT.                                                                                        | asociație               | 1993       | nu        |
| 64.    | ASOCIATIA JOB | asociație               | 2002       | nu        |
| 65.    | ASOCIATIA LIBERALII CRAIOVA | asociație               | 2015       | nu        |
| 66.    | Asociatia Liga Scriitorilor Filiala Bacau                                                                                            | asociație               | 2017       | nu        |
| 67.    | Asociatia M.A.M.E. | asociație               | 2009       | nu        |
| 68.    | Asociatia MediaPedia | asociație               | 2009       | nu        |
| 69.    | ASOCIATIA MESTERPRENOR | asociație               | 2019       | nu        |
| 70.    | Asociatia Nationala a Colectionarilor de Arme                                                                                        | asociație               | 2007       | da        |
| 71.    | ASOCIATIA NATIONALA A RECRUTORILOR                                                                                                   | asociație               | 2010       | da        |
| 72.    | Asociatia nationala a Tinerilor Juristi din Romania Filiala Prahova                                                                  | asociație               | 2001       | nu        |
| 73.    | Asociatia Nationala Impotriva Coruptiei, Abuzurilor si pentru Drepturile Omului (A.N.I.C.A.D.O.) - Neamt                             | asociație               | 2005       | da        |
| 73/1.  | Asociația Națională a Cadrelor Militare în Rezervă și în Retragere din M.A.I. (A.N.C.M.R.R. din M.A.I.) - București                  | asociație               | 1991       | nu        |
| 74.    | Asociatia Necuvinte | asociație               | 2013       | nu        |
| 75.    | Asociatia NewYorkCrew | asociație               | 2014       | nu        |
| 76.    | Asociatia NIKE de Dezvoltare si Ajutorare                                                                                            | asociație               | 2010       | nu        |
| 77.    | Asociatia Operatorilor Mobili din Romania                                                                                            | asociație               | 2008       | nu        |
| 78.    | Asociatia Pacientilor cu Afectiuni Hepatice din Romania Filiala Cluj (APAHRO CLUJ)                                                   | asociație               | 2010       | nu        |
| 79.    | Asociatia Pacientilor cu Afectiuni Hepatice din Transilvania                                                                         | asociație               | 2010       | nu        |
| 80.    | Asociatia Patronatul Local al Intreprinderilor Mici si Mijlocii                                                                      | asociație               | 2004       | nu        |
| 81.    | Asociatia P.A.V.E.L. (Primind Ajutor, Viata Este Luminoasa)                                                                          | asociație               | 1996       | nu        |
| 82.    | Asociatia Peisagistilor din Romania                                                                                                  | asociație               | 2004       | nu        |
| 83.    | Asociatia pentru Cooperare Europeana Ovidius                                                                                         | asociație               | 2010       | nu        |
| 84.    | Asociatia pentru Democrație Educație Respect-ADER                                                                                    | asociație               | 2013       | nu        |
| 85.    | ASOCIATIA PENTRU DEZVOLTAREA POTENTIALULUI UMAN - OMNIMIND                                                                           | asociație               | 2008       | da        |
| 86.    | Asociatia pentru Dezvoltarea Psihologiei Smart Psi                                                                                   | asociație               | 2011       | nu        |
| 87.    | Asociatia pentru Probleme Comunitare                                                                                                 | asociație               | 2019       | nu        |
| 88.    | Asociatia pentru Promovarea Alimentului Romanesc - APAR                                                                              | asociație               | 2012       | da        |
| 89.    | Asociatia pentru Promovarea Eficientei Energetice in Cladiri - ROENEF                                                                | asociație               | 2018       | nu        |
| 90.    | ASOCIATIA PENTRU PROTEJAREA DEMNITATII SI DREPTURILE OMULUI                                                                          | asociație               | 2017       | da        |
| 91.    | Asociatia pentru Supravegherea si Protectia Animalelor IVETS - ASPA IVETS                                                            | asociație               | 2015       | nu        |
| 92.    | ASOCIATIA POLITISTILOR CRESTINI DIN ROMANIA                                                                                          | asociație               | 2000       | nu        |
| 93.    | ASOCIATIA POVESTEA MEA | asociație               | 2019       | nu        |
| 94.    | ASOCIATIA PREOCUPATI DE VIITOR | asociație               | 2008       | nu        |
| 95.    | Asociatia Pro Consumatori | asociație               | 1990       | nu        |
| 96.    | Asociatia PRO VITA Bucuresti | asociație               | 2005       | da        |
| 97.    | ASOCIATIA PROFESIONALA “U.N.C.A.L.”                                                                                                  | asociație               | 2003       | da        |
| 98.    | ASOCIATIA PROFESIONALA A EXPERTILOR TOPOGRAFI DIN ROMANIA APET-R                                                                     | asociație               | 2010       | nu        |
| 99.    | ASOCIATIA PROFESIONALA A GHIZILOR DE TURISM - PROGUIDE                                                                               | asociație               | 2019       | nu        |
| 100.   | Asociatia Profesionala a Transportatorilor APT                                                                                       | asociație               | 2010       | nu        |
| 101.   | ASOCIATIA PROFESIONALA DE MEDIERE PRO PACT                                                                                           | asociație               | 2011       | nu        |
| 102.   | Asociatia REINVENT | asociație               | 2014       | nu        |
| 103.   | ASOCIATIA ROMANA A CARNII - ARC | asociație               | 1999       | da        |
| 104.   | ASOCIATIA ROMANA DE FRANCIZA | asociație               | 2006       | nu        |
| 105.   | Asociatia Romana de Interventie in Situatii de Urgenta                                                                               | asociație               | 2009       | nu        |
| 106.   | Asociatia Romana de Mediu 1998 | asociație               | 1998       | nu        |
| 107.   | Asociatia Romana de Terapii in Autism si ADHD                                                                                        | asociație               | 2012       | nu        |
| 108.   | ASOCIATIA ROMANA PENTRU CULTURA, EDUCATIE SI SPORT                                                                                   | asociație               | 2010       | da        |
| 109.   | ASOCIATIA ROMANA PENTRU DEZVOLTAREA ASISTENTEI MEDICALE PARTICULARE                                                                  | asociație               | 1993       | nu        |
| 110.   | Asociatia Romana pentru Protectie Privata                                                                                            | asociație               | 2014       | da        |
| 111.   | Asociatia Romana pentru Smart City si Mobilitate                                                                                     | asociație               | 2017       | da        |
| 112.   | Asociatia Româno-Turca ''Arta Fara Frontiere''                                                                                       | asociație               | 2018       | nu        |
| 113.   | ASOCIATIA ROMIL | asociație               | 2015       | nu        |
| 114.   | ASOCIATIA SALVATI FLORA SI FAUNA DELTEI DUNARII                                                                                      | asociație               | 2007       | da        |
| 115.   | ASOCIATIA SANSA TA | asociație               | 2011       | nu        |
| 116.   | Asociatia Serviciilor Funerare | asociație               | 2020       | nu        |
| 117.   | ASOCIATIA SIGURANTA AUTO | asociație               | 2004       | nu        |
| 118.   | Asociatia SOMARO - Magazinul Social                                                                                                  | asociație               | 2010       | nu        |
| 119.   | Asociatia South East Metropolitan Development Association                                                                            | asociație               | 2011       | nu        |
| 120.   | ASOCIATIA SPRE NOI ORIZONTURI 2007 BACAU                                                                                             | asociație               | 2007       | nu        |
| 121.   | Asociatia Statiunilor Turistice | asociație               | 2021       | nu        |
| 122.   | ASOCIATIA STOP DROG | asociație               | 2015       | nu        |
| 123.   | ASOCIATIA TOGETHER ROMANIA | asociație               | 2005       | nu        |
| 124.   | ASOCIATIA UMANITARA IMPREUNA PENTRU EI                                                                                               | asociație               | 2010       | nu        |
| 125.   | Asociatia Umanitara SFANTA MARIA | asociație               | 2001       | da        |
| 126.   | Asociatia WorldTeach | asociație               | 2003       | nu        |
| 127.   | ASOCIAȚIA ATITUDINEA CIVICĂ IANCU MARIANA                                                                                            | asociație               | 2014       | nu        |
| 128.   | ASOCIAȚIA BIOPLASTIC ROMÂNIA | asociație               | 2010       | nu        |
| 129.   | Asociația Change your Lifestyle for you | asociație               | 2012       | nu        |
| 130.   | ASOCIAȚIA CIVICUS ROMANIA | asociație               | 2006       | da        |
| 131.   | ASOCIAȚIA INSTITUTUL PENTRU POLITICI PUBLICE                                                                                         | asociație               | 2001       | da        |
| 132.   | Asociația pentru Consiliere și Asistență Specializată - ACAS Alba Iulia                                                              | asociație               | 2002       | nu        |
| 133.   | ASOCIAȚIA PENTRU EDUCAȚIE PERMANENTĂ ȘI DEZVOLTARE                                                                                   | asociație               | 2011       | nu        |
| 134.   | Asociația Profesională a Angajaților din Pază                                                                                        | asociație               | 2013       | da        |
| 135.   | ASOCIAȚIA ATELIERUL MAGICIENILOR | asociație               | 2016       | nu        |
| 136.   | ASOCIAȚIA BILF | asociație               | 2019       | nu        |
| 137.   | ASOCIAȚIA DE ARBITRAJ INSTITUȚIONALIZAT                                                                                              | asociație               | 2014       | nu        |
| 138.   | ASOCIAȚIA GENERALĂ A VÂNĂTORILOR ȘI PESCARILOR SPORTIVI DIN ROMÂNIA                                                                  | asociație               | 1923       | nu        |
| 139.   | ASOCIAȚIA ÎN BENEFICIUL VÂNĂTORILOR ȘI ACTIVITĂȚII DE VÂNĂTOARE                                                                      | asociație               | 2020       | nu        |
| 140.   | ASOCIAȚIA MEDIA STANDARD | asociație               | 2018       | nu        |
| 141.   | ASOCIAȚIA PENTRU INVESTITORII LA BURSĂ DIN ROMÂNIA (ARIR)                                                                            | asociație               | 2018       | da        |
| 142.   | ASOCIAȚIA PENTRU PROTECȚIA CETĂȚENILOR ÎMPOTRIVA ABUZURILOR                                                                          | asociație               | 2012       | nu        |
| 143.   | ASOCIAȚIA ROMÂNĂ PENTRU TEHNICĂ DE SECURITATE                                                                                        | asociație               | 2003       | nu        |
| 144.   | ASOCIAȚIA ROMÂNIA FĂRĂ GROPI | asociație               | 2015       | da        |
| 145.   | ASOCIAȚIA SOCIETATEA ROMÂNĂ PENTRU PREVENIREA ȘI RECUPERAREA MEDICALĂ A PERSOANELOR CU ACCIDENT VASCULAR CEREBRAL S.R.P.R.M.P.A.V.C. | asociație               | 2015       | da        |
| 146.   | Asociația Global Network for Democracy and Human Rights (Rețeaua Globala pentru Democrație și Drepturile Omului )                    | asociație               | 2016       | nu        |
| 147.   | Asociația Aeronautică Română | asociație               | 2011       | nu        |
| 148.   | Asociația CAL VIE CON | asociație               | 2011       | nu        |
| 149.   | Asociația Calea spre Acces | asociație               | 2017       | da        |
| 150.   | Asociația Comunelor din România | asociație               | 1997       | da        |
| 151.   | Asociația Copiii României | asociație               | 2019       | nu        |
| 152.   | Asociația Culturală pentru Educație prin Artă                                                                                        | asociație               | 2014       | nu        |
| 153.   | Asociația E.D.I.T (Asociația pentru Educație, Dezvoltare și Implicarea Tineretului)                                                  | asociație               | 2016       | da        |
| 154.   | Asociația Evoluție în Instituție | asociație               | 2016       | nu        |
| 155.   | Asociația Expert for Security and Global Affairs (ESGA)                                                                              | asociație               | 2014       | nu        |
| 156.   | Asociația Festivalul de Film Transilvania                                                                                            | asociație               | 2015       | nu        |
| 157.   | Asociația Harpiștilor din România | asociație               | 2016       | nu        |
| 158.   | Asociația Harta Verde România | asociație               | 2010       | nu        |
| 159.   | Asociația Mereu pentru Educație | asociație               | 2020       | nu        |
| 160.   | Asociația Modelăm inimi | asociație               | 2016       | nu        |
| 161.   | Asociația pentru Copii cu Dizabilități - Mă Bucur de Viață                                                                           | asociație               | 2019       | nu        |
| 162.   | Asociația Pentru Drepturile Taximetriștilor Independenți - (A.D.T.I)                                                                 | asociație               | 2004       | nu        |
| 163.   | Asociația Pro PFC | asociație               | 2018       | nu        |
| 164.   | Asociația Română a Constructorilor de Autostrăzi                                                                                     | asociație               | 2019       | nu        |
| 165.   | Asociația Română de Balneologie | asociație               | 2010       | nu        |
| 166.   | ASOCITIA INIȚIATIVA AJUTOR PERSOANE VULNERABILE                                                                                      | asociație               | 2018       | nu        |

## C
| 167. | Catedre - Recunoștința este universală!            | asociație                           | 2017 | nu |
| 168. | Centrul Cultural European Romano-Panarab - CCERPA  | asociație                           | 2011 | nu |
| 169. | Centrul Cultural Virtual Artist pentru Artă        | asociație                           | 2013 | nu |
| 170. | CENTRUL DE CONSULTANTA SI PARTENERIAT IN ASIGURARI | asociație                           | 2002 | da |
| 171. | CENTRUL DE IMPRESARIAT SI ORGANIZARE EVENIMENTE    | asociație                           | 2012 | nu |
| 172. | Centrul Roman de Studii Sportiv Educationale       | asociație                           | 2011 | nu |
| 173. | Colegiul Fizicienilor Medicali din România (CFMR)  | corp profesional                    | 2010 | da |
| 174. | Comunitatea ONedu România                          | asociație                           | 2019 | nu |
| 175. | Confederatia C.A.P.I.M.E.D Romania                 | organizație sindicală(confederație) | 2010 | da |
| 176. | CONSILIUL NATIONAL AL DIZABILITATII DIN ROMANIA    | federație(O.G. 26/2000)             | 2004 | da |
| 177. | Consiliul Tinerilor Institutionalizați             | asociație                           | 2016 | nu |
| 178. | C.S. ASOCIATIA DELTA RANGERS AIRSOFT CLUB          | asociație                           | 2011 | nu |

## D
| 179. | Direcția Generală de Asistență Socială și Persoane cu Dizabilități AEDOPS | asociație | 2019 | nu |

## E
| 180. | EUROPEAN DEMOCRACY | asociație | 2017 | nu |

## F
| 181. | Federatia Coalitia Natura2000 Romania                                                      | federație(O.G. 26/2000) | 2013 | da |
| 182. | FEDERATIA DE ARTA, MUZICA SI SPORT                                                         | federație(O.G. 26/2000) | 2014 | da |
| 183. | FEDERATIA FUNERARA ROMANA                                                                  | federație(O.G. 26/2000) | 2020 | nu |
| 184. | FEDERATIA NATIONALA A ASOCIATIILOR DE PARINTI - INVATAMANT PREUNIVERSITAR                  | federație(O.G. 26/2000) | 2005 | da |
| 185. | FEDERATIA NATIONALA A PESCARILOR SPORTIVI DIN ROMANIA                                      | federație(O.G. 26/2000) | 2006 | nu |
| 186. | Federatia ONG-urilor Sociale din Transilvania                                              | federație(O.G. 26/2000) | 2015 | da |
| 187. | FEDERAȚIA ROMÂNĂ DE PESCUIT SPORTIV                                                        | federație(O.G. 26/2000) | 2011 | nu |
| 188. | Federația Organizațiilor Neguvernamentele pentru Servicii Sociale - FONSS                  | federație(O.G. 26/2000) | 2014 | nu |
| 189. | FEDRA - FEDERATIA DISTRIBUITORILOR SI REPARATORILOR AUTORIZATI DE AUTOVEHICULE DIN ROMANIA | federație(O.G. 26/2000) | 2011 | nu |
| 190. | Forumul Tinerilor din România                                                              | federație(O.G. 26/2000) | 2013 | nu |
| 191. | FUNDATIA ECOLOGICA ROMANA                                                                  | fundație                | 1994 | da |
| 192. | Fundatia George Enescu                                                                     | fundație                | 2011 | da |
| 193. | Fundatia Impreuna pentru Solidaritate Sociala                                              | fundație                | 1995 | da |
| 194. | Fundatia Romanian Angel Appeal                                                             | fundație                | 1991 | da |
| 195. | Fundatia Sfantul Ierarh Nicolae                                                            | federație(O.G. 26/2000) | 2011 | da |
| 196. | FUNDATIA STAR OF HOPE ROMANIA                                                              | fundație                | 1998 | nu |
| 197. | Fundatia Tineri pentru Tineri                                                              | asociație               | 1991 | da |
| 198. | Fundatia Unu și Unu                                                                        | fundație                | 1998 | nu |
| 199. | Fundatia WorldSkills Romania                                                               | fundație                | 2016 | da |
| 200. | Fundatia Umanitara ASSIST                                                                  | fundație                | 2022 | da |
| 201  | Fundația Izvorul Alb                                                                       | fundație                | 1998 | nu |
| 202  | Fundația Umanitară de Orientare și Integrare Socială HAND-ROM                              | fundație                | 1999 | nu |

## G
| 203 | Grupul pentru reforma si Alternativa Universitara | asociație | 2004 | nu |

## I
| 204 | IMAGINEA ROMANIEI                                  | asociație | 2008 | nu |
| 205 | INSTITUTUL EST EUROPEAN DE SĂNĂTATE A REPRODUCERII | fundație  | 1997 | da |

## J
| 206 | JRS Romania | asociație | 2000 | nu |

## L
| 207. | Liga Universitas pentru Dezvoltarea Educatiei si a Societatii | asociație | 2016 | da |

## M
| 208  | Mana cu Mana                        | asociație | 2020 | nu |
| 209. | MEDICI PENTRU CONSIMȚĂMÂNT INFORMAT | asociație | 2018 | nu |
| 210. | Metropolitan Polis                  | asociație | 2014 | da |
| 211. | MIȘCAREA ROMÂNĂ PENTRU CALITATE     | asociație | 1999 | nu |

## O
| 212. | O SANSA PENTRU A CONTINUA                                              | asociație | 2018 | nu |
| 213. | ORGANIZATIA NATIONALA CERCETASII ROMANIEI (O.N.C.R.) - FILIALA BRASOV  | asociație | 1994 | nu |
| 214. | Organizatia Studentilor din Facultatea de Mecanica din Craiova         | asociație | 2006 | nu |
| 215. | Organizația Neguvernamentală Ecologistă Mare Nostrum Constanța         | asociație | 1994 | nu |
| 216. | Organizația Studenților din Universitatea de Vest din Timișoara (OSUT) | asociație | 1990 | da |
| 217. | OSCAR Filiala Bistrita Nasaud                                          | asociație | 2019 | nu |

## P
| 218. | Pamanturile Daciei - Getica                                             | asociație             | 2019 | nu |
| 219. | PATRONATUL ASOCIATIA NATIONALA A AGENTIILOR DE TURISM                   | asociație             | 1990 | nu |
| 220. | PATRONATUL ASOCIATIA NATIONALA A AGENTIILOR DE TURISM                   | asociație             | 1990 | nu |
| 221. | Patronatul Organizatorilor de Pariuri din Romania - Romanian Bookmakers | organizație patronală | 2012 | da |

## S
| 222. | SINDICATUL NATIONAL AL FUNCTIONARILOR MERIDIAN | organizație sindicală(confederație) | 2019 | da |
| 223. | SOCIETATEA ORNITOLOGICA ROMANA                 | asociație                           | 1990 | da |

## T
| 224. | TOMIS ANTIDROG CONSTANTA | asociație | 2013 | nu |

## U
| 225. | UDIR - Uniunea Democrata a Internautilor din Romania                           | asociație               | 2011 | nu |
| 226. | U.N.C.S.V. - UNIUNEA DE RAMURĂ NAȚIONALĂ A COOPERATIVELOR DIN SECTORUL VEGETAL | asociație               | 2018 | da |
| 227. | Uniunea Nationala a Studentilor din Romania                                    | federație(O.G. 26/2000) | 2012 | nu |
| 228. | Uniunea Organizațiilor Studențești Maghiare din România                        | asociație               | 1990 |    |